# Sophrops
Sophrops är ett släkte av skalbaggar. Sophrops ingår i familjen Melolonthidae.

## Dottertaxa tillSophrops, i alfabetisk ordning[1]
- Sophrops acalcarium
- Sophrops arrowi
- Sophrops basicollis
- Sophrops bifenestratus
- Sophrops brevisetosa
- Sophrops cantonensis
- Sophrops chinensis
- Sophrops defreinai
- Sophrops densata
- Sophrops formosana
- Sophrops hauseri
- Sophrops heydeni
- Sophrops holosetosa
- Sophrops irregularis
- Sophrops kadleci
- Sophrops kawadai
- Sophrops keralensis
- Sophrops konishii
- Sophrops lata
- Sophrops latiscula
- Sophrops longiflabella
- Sophrops mindanaoensis
- Sophrops parviceps
- Sophrops paucisetosa
- Sophrops pexicollis
- Sophrops planicollis
- Sophrops pruinosipyga
- Sophrops purkynei
- Sophrops reticulata
- Sophrops roeri
- Sophrops schereri
- Sophrops similis
- Sophrops simplex
- Sophrops stenocorpus
- Sophrops striata
- Sophrops taiwana
- Sophrops takatoshii
- Sophrops umbilicata
- Sophrops yangbiensis